# 西ドイツ国鉄ET195形電車
西ドイツ国鉄ET195形電車（DB-Baureihe ET 195）は1954年に製造された電車。国有鉄道が所有する路面電車路線に導入され、路線廃止以降は国境を越えて各国の鉄道を転々とし、その過程で電気式気動車に改造された上3回に渡って軌間変更工事を受けるという複雑な経歴を持つ車両である。

## 経歴

### ドイツ連邦鉄道ET195形電車
かつてドイツ南部のラーベンスブルクとバイエンフルトの間には、1,000mmゲージ（メーターゲージ）の路面電車路線が存在した。1888年に私鉄のラーベンスブルク・バイエンフルト地方鉄道（LAG, Lokalbahn Ravensburg–Weingarten）が運営する非電化路線として開業した後1910年に直流電化が行われたが、経営に行き詰った事で1938年に国有化が実施され、ドイツ国営鉄道（ドイツ帝国鉄道）（Deutsche Reichsbahn）が所有する路面電車路線となった。
国営化後以降は私鉄時代の電車や戦時中に増備された二軸車が用いられたが、第二次世界大戦後の東西ドイツ分割に伴いドイツ連邦鉄道（西ドイツ国鉄）が所有する路線になって以降に製造されたのがET195形電車である。
当時西ドイツ各地の路面電車路線に多数導入されていたデュワグ製の路面電車（デュワグカー）で、単行運転が可能な両運転台車両ながらも、ホームが片側にしかない路線形状に合わせ乗降扉は片側のみに設置されていた。鉄道線に導入された車両と異なり、西ドイツ国鉄の車両を示す「DB」ロゴは付けられていなかったが、西ドイツ国鉄の正式名称（Deutsche Bundesbahn）が車体に記載されていた。
1954年から営業運転を開始したが、僅か5年後の1959年6月30日をもって、ラーベンスブルク - バイエンフルト間の路面電車路線はバスに置き換えられる形で廃止された。しかしまだ新しい車両であったET195形は国境を越え、オランダのロッテルダム公共軌道（RTM）へ譲渡される事となった。

### ロッテルダム公共軌道M17形気動車
RTMは1878年から営業運転を開始した馬車鉄道を起源とする公共交通組織で、1,067mmゲージの鉄道路線を南オランダに有し、全盛期には本土と各地の島々を結ぶ230kmもの路線網が築かれていた。だが、RTMの路線は全線非電化であり、ET195形電車がそのまま走行するのは不可能であった。そこで、2両の間にディーゼルエンジンが搭載された電源車を挟み、それによって動力源となるモーターを動かすという3両編成の電気式気動車に改造する事を決定した。
当初は他都市から譲渡された気動車を用いる予定であったが、1914年製で台枠などの老朽化が進んでいたため、台車を流用した上で新規に製造する事となった。車体はET195形とほぼ同型で、ディーゼルエンジンの他に13人分の座席が設置されていた。
また不必要なパンタグラフが撤去された他、左右双方にホームが設置してあるRTMの路線に合わせ、車体の双方に扉が設置された。車輪も1,067mmに対応するよう改造され、形式名についてもM17形へと改められた。
1963年から併用軌道区間での営業運転を開始し、"ハイタカ（Sperwer）"の愛称で呼ばれていたが、僅か3年後の1966年2月14日、M17形が使用されていた路線はバスに置き換えられる形で廃止された。更にモーターの故障を起こしていたため、他路線への移籍も行われなかった。しかし翌年、修繕が行われた上でM17形はオーストリアのツィラータール鉄道へ譲渡される事となった。なお、これがRTMの車両が他の鉄道に譲渡された唯一の例である。

### ツィラータール鉄道VT1形気動車
ツィラータール鉄道は1902年に開業した非電化鉄道で、2018年現在も観光列車や通勤列車などが走る現役の路線である。ただし線路幅はロッテルダム公共軌道よりも狭い760mmである事からM17形からVT1形へ再度形式名を改めた車両は台車の改造や交換を受け、モーターについてもウィーン市電の中古品に交換され出力が増大した。
1971年から運行を開始し、主に多客時の予備車として用いられた。1981年には消防車との衝突事故が起きたが、1983年までに損傷した先頭部を含む修復が行われ、翌1984年から大型気動車の導入が行われるようになって以降も残存したが、1990年代以降老朽化により廃車が検討されるようになった。その情報を聞いたオランダのアウトドルプRTM鉄道博物館の働きかけにより有償で譲渡される事となり、さよなら運転が行われた後オランダへ向けて陸送された。

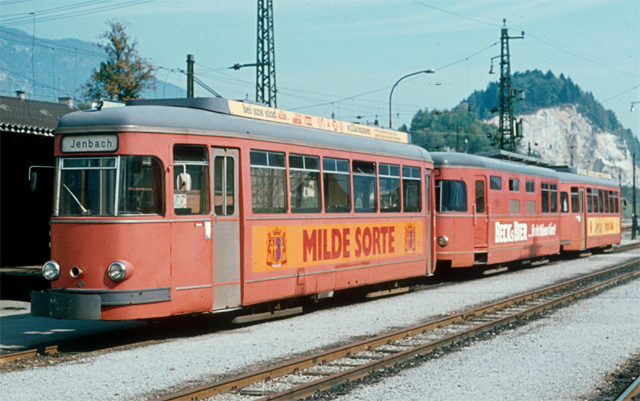
ツィラータール鉄道時代

### アウトドルプ鉄道博物館EB17形・MBD17形気動車
V17形がツィラータール鉄道へ譲渡された後、RTMの鉄道路線は自動車の普及に伴い1968年をもって全廃したが、それに先立つ1965年、車両の保存のためアウトドルプRTM鉄道博物館が設立された。2018年現在は全長10kmに及ぶ保存鉄道と多数の保存車両を有しているが、その収蔵品の1つとしてツィラータール鉄道のVT1形が到着したのは1999年である。
車体や座席の修繕や1,067mmゲージに対応した台車の再々度の改造や交換が実施された後、2003年から動態保存運転が開始された。その際、形式名はRTM時代とも異なるEB1701 - MBD1700 - EB1702へと変更されている。